# 孔塔德公园

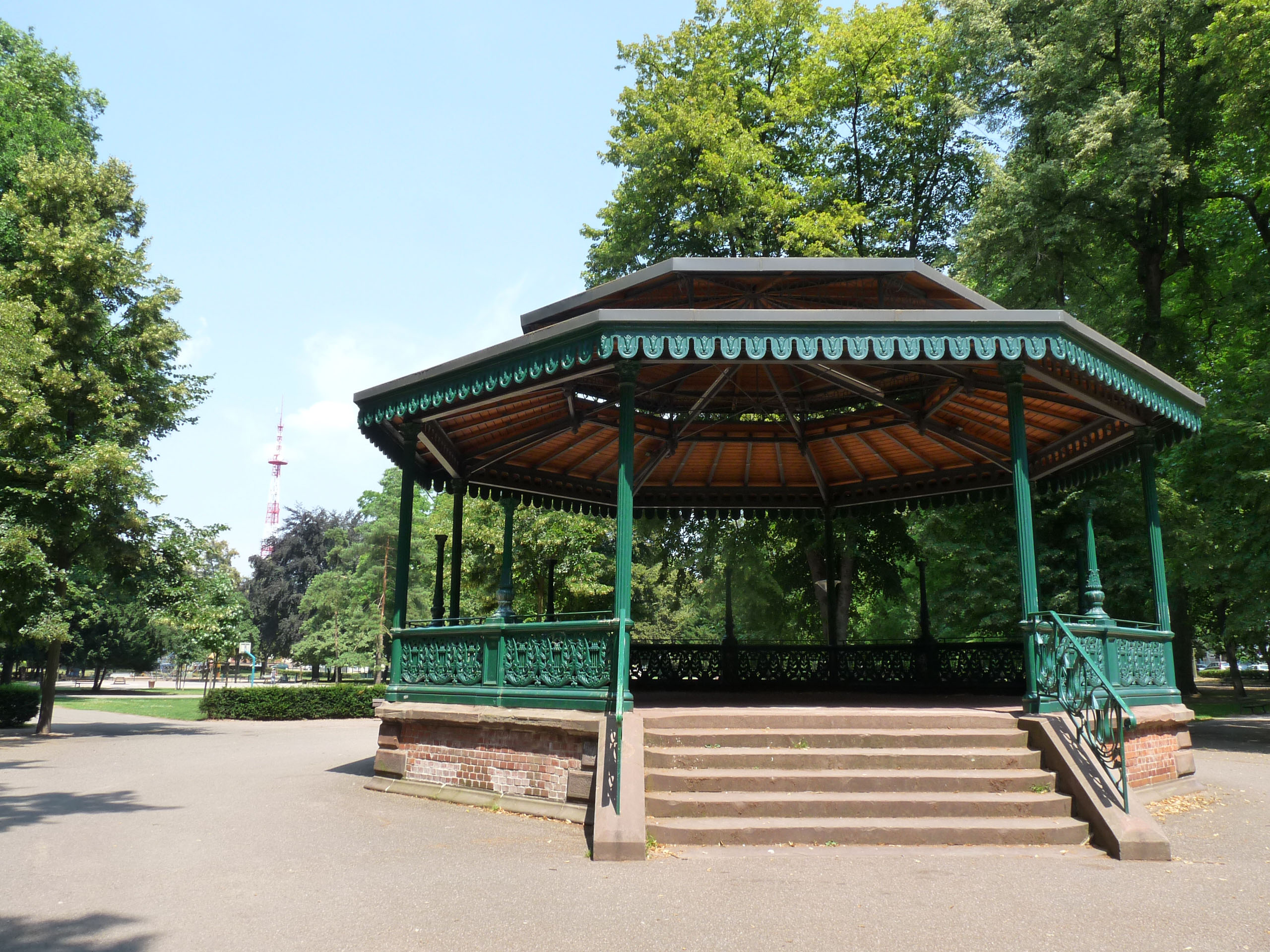
音乐台

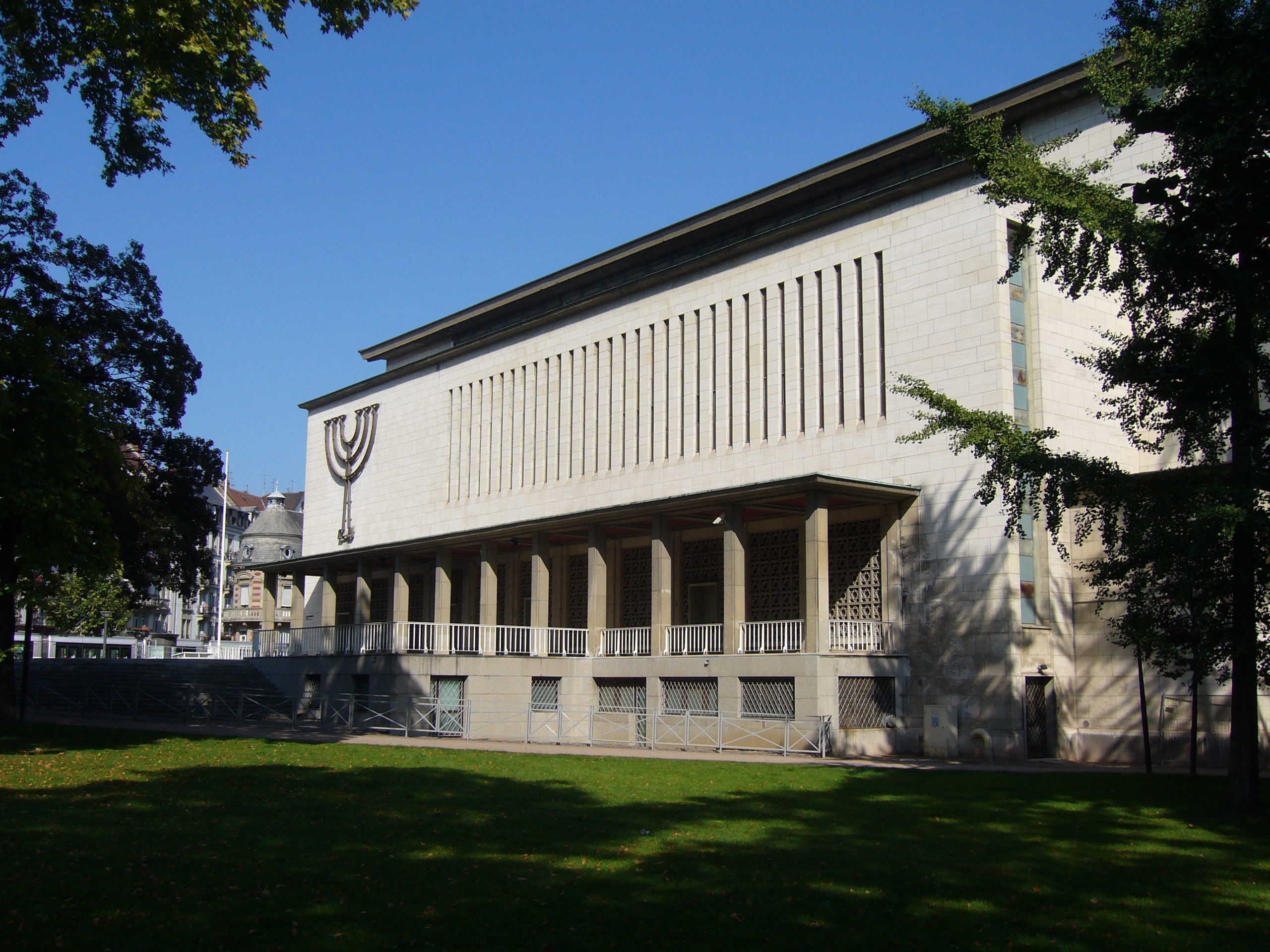
和平犹太会堂

孔塔德公园（Parc du Contades）是斯特拉斯堡众多的公园和城市园林之一。

## 历史
由孔塔德元帅于1764年建立在射击场。1958年建立和平犹太会堂。
孔塔德公园位于高档的孔塔德区，西北毗邻和平大街（Avenue de la Paix）和René Hirschler街（rue René Hirschler）（和平犹太会堂），西南毗邻特伦娜街（rue Turenne）和共和国广场.南部濒临火枪手街（rue des Arquebusiers）和阿尔河。
这一带主要是住宅区，建于1870年以后，由别墅和庄严的建筑物组成。